# Proctonemesia
Proctonemesia este un gen de păianjeni din familia Salticidae.
Cladograma conform Catalogue of Life:
| Proctonemesia | \| \| Proctonemesia multicaudata \| \| \| \| \| \| Proctonemesia secunda \| \| \| \| |
|               | \| \| Proctonemesia multicaudata \| \| \| \| \| \| Proctonemesia secunda \| \| \| \| |
|               | Proctonemesia multicaudata                                                           |
|               |                                                                                      |
|               | Proctonemesia secunda                                                                |
|               |                                                                                      |